# NGC 6731
NGC 6731 is een open sterrenhoop in het sterrenbeeld Lier. Het hemelobject werd in 1886 ontdekt door de Duits-Britse astronoom Jacob Gerhard Lohse (1851-1941).